# 长叶紫茎
长叶紫茎（学名：Stewartia oblongifolia），为山茶科紫茎属下的一个植物种。其种加词“oblongifolia”意为“长椭圆叶子的”。
现接受名为Stewartia rubiginosa Hung T.Chang, 1950。
产湖南的西南部，模式标本采自紫云山。
近似红皮紫茎(Stewartia rubiginosa Chang），但叶片较狭窄，下面被贴生柔毛，子房近于秃净。